# Gerda Peterich
Gerda Peterich (* 9. März 1906 in München; † Juli 1974 in Concord (New Hampshire)) war eine deutsch-amerikanische Fotografin und Hochschullehrerin.

## Leben
Gerda Peterich war das dritte Kind und erste Tochter des Bildhauers Paul Peterich (1864–1937) und dessen Frau, der Pianistin Elsbeth, geb. Kühn (1876–1935). Sie hatte vier Geschwister, darunter als ältesten Bruder den Schriftsteller Eckart Peterich (1900–1968).
1907 zog die Familie in die Nähe von Florenz; nach Beginn des Ersten Weltkriegs 1914 in die Künstlerkolonie Hellerau bei Dresden. Von 1919 bis 1922 besuchte Gerda Peterich die Odenwaldschule. Bei Lili Kroeber-Asche, die damals in Berlin lebte, studierte sie von 1930 bis 1933 Klavierspiel. Eine Schulterverletzung machte jedoch eine Karriere als Pianistin unmöglich.
Den Sommer 1936 verbrachte Gerda Peterich auf Hiddensee. Anschließend war ihr klar, dass sie die Fotografie zu ihrem Beruf machen wollte. Von 1937 bis 1939 besuchte sie die Photographische Lehranstalt des Lette-Vereins in Berlin. Sie war seit 1930 verheiratet mit dem Wirtschaftswissenschaftler Kurt Robert Mattusch (1898–1979), der ab 1938 Wirtschaftsattaché am US-Generalkonsulat in Berlin war. Dadurch wurde es für Gerda Peterich möglich, in die USA auszureisen. Im August 1939 verließen Peterich und ihre lebenslange Freundin Elisabeth (Lilly) Hoffmann (1898–1986) auf der Hamburg Deutschland; sie erreichten New York am 18. August 1939 – kurz vor dem Ausbruch des Zweiten Weltkriegs. Bald darauf trennten sich Peterich und Mattusch. Peterich lebte mit Hoffmann in 7 West 92th Street auf der Upper West Side.
Peterich baute sich ein Fotostudio im Haus 332 West 56th Street in Manhattan auf, wo sie sich auf Porträtaufnahmen und Tanzfotografie spezialisierte. Für zweieinhalb Jahre unterrichtete sie an der School of Modern Photography. Ihre Tanzaufnahmen machten sie bekannt; für das Dance Magazine arbeitete sie als festangestellte Fotografin. Zu den von ihr porträtierten Tänzern gehörten José Limón, Martha Graham, Pearl Primus, Jane Dudley, Ruth St. Denis, Jerome Robbins, Bambi Lynn, Pearl Lang und Hanya Holm.
1946 übernahm sie eine Gastprofessur an der Ohio University. Das gab ihr zugleich Gelegenheit, einen US-amerikanischen Abschluss zu machen. Am 7. August 1948 erhielt sie ihren BFA (Bachelor of Fine Arts). 1950 zog sie nach Rochester (New York), um an der University of Rochester ihren Magister zu erlangen. Der MA, den sie am 7. Juni 1957 erhielt, war der erste je in den USA vergebene für eine kunstgeschichtliche Dissertation über Fotografie. Ihre Arbeit behandelte die Kalotypie in Frankreich und ihre Bedeutung für architekturgeschichtliche Dokumentation. Daneben war sie weiter freiberuflich tätig. Als Forschungsassistentin am George Eastman House kuratierte sie mindestens zwei Wanderausstellungen und schrieb Artikel für die Hauszeitschrift Image, beispielsweise über Louis Désiré Blanquart-Evrard. 1957 zeigte das George Eastman House eine Retrospektive Peterichs Twenty Years of Photography, die danach auch in der Siembah Gallery in Boston gezeigt wurde.
Lilly Hoffmann hatte 1950 ein Haus in Hopkinton, New Hampshire erworben, in das Gerda Peterich 1959 mit einzog. Die Scheune auf dem Gelände wurde zu ihrem Studio umgebaut. Peterich lehrte Kunstgeschichte am New England College in Henniker und arbeitete an ihrer Ph.D.-Dissertation an der Boston University.
Von 1964 bis 1968 lehrte sie an der Syracuse University und war Direktor des Photographischen Archivs der Universität. Daneben arbeitete sie an einem Dokumentationsprojekt über historische Architektur im Merrimack County und Hillsborough County in New Hampshire als Teil des Historic American Buildings Survey.
Ihren Ruhestand ab 1968 verbrachte sie wieder in New Hampshire.
Gerda Peterichs Nachlass wird von der Syracuse University verwahrt. 2007 kuratierte das Universitätsarchiv daraus eine Ausstellung Dancing on Cobblestones: The Photography of Gerda Peterich, die weiterhin online zugänglich ist.

## Werke
- Currier Museum of Art, Manchester (New Hampshire)[7]
- Pearl Primus, Hood Museum of Art, Dartmouth College[8]
- Dance Index, International Center of Photography

## Schriften
- (posthum) Olaf William Shelgren Jr., Cary Lattin, Robert W. Frasch (Hrsg.) Cobblestone Landmarks of New York State. 1978